# Ippolito Antonio Vincenti Mareri
Ippolito Antonio Vincenti Mareri, italijanski rimskokatoliški duhovnik, škof in kardinal, * 20. januar 1738, Rieti, † 21. marec 1811.

## Življenjepis
19. marca 1785 je prejel duhovniško posvečenje. 11. aprila 1785 je bil imenovan za naslovnega nadškofa Korinta in 8. maja istega leta je prejel škofovsko posvečenje. 24. maja 1785 je bil imenovan za apostolskega nuncija v Španiji.
21. februarja 1794 je bil povzdignjen v kardinala in imenovan za kardinal-duhovnika Ss. Nereo ed Achilleo.
3. avgusta 1807 je bil imenovan za kardinal-škofa Sabine.